# Август III
Август III (Фридрих Август II) (на немски: August III, на полски: August III Sas, на литовски: Augustas III, на беларуски: Аўгуст Саксонскі; * 17 октомври 1696, Дрезден, Курфюрство Саксония; † 5 октомври 1763, Дрезден, Курфюрство Саксония) е крал на Полша и велик княз на Литва (1733 – 1763), както и курфюрст на Саксония (1733 – 1763).

## Живот
Единственият законен син и наследник на Фридрих Август I, възпитан от майка си Кристиана Еберхардина фон Бранденбург-Байройт в дух на протестантство.
По време на пътешествието, предприето от него през 1712 г. в Германия, Франция и Италия, в Болоня той тайно преминава към католицизма, макар че признава това открито пред привържениците си едва през 1717 г. в Саксония. Може да се предположи, че на това решение повлияват намеренията му спрямо полската корона и встъпването в брак с австрийска принцеса.
След смъртта на баща му през 1733 г., въпреки старанието на Луи XV отново да възкачи на престола на Полша Станислав Лешчински, Август III е провъзгласен за крал от част от полската шляхта. Официално е признат за крал едва на Варшавския сейм през 1736 г., след края на Войната за полското наследство. За разлика от баща си той не притежава политически способности и наследява от него само страстта към разкоша и изкуството и по негов пример поддържа блестящ двор и харчи огромни суми за картини. Управлението на държавите Август предоставя на първия си министър и любимец, граф Хайнрих фон Брюл.
През 1741 г., по време на Първата силезийска война, той действа против Мария Терезия, в съюз с Испания, Франция и Бавария, но, обезпокоен от успехите на Фридрих II, още на следващата година сключва съюз с императрицата, започвайки нова война. През 1745 г. на два пъти търпи поражение и едва по силата на Дрезденския мир (25 декември) получава обратно страната си, окупирана от Прусия.
След възобновяването на войната през 1756 г. Август, вследствие на таен договор с Австрия, отново е въвлечен във война с Прусия, но е обсаден от Фридрих II при Пирна. Самият Август бяга в Кьонигщайн, а оттам в Полша. Завръща се в Дрезден след Губертусбургския мир.
След неговата смърт през октомври 1763 г., Саксония е наследена от сина му, Фридрих Кристиян, а короната на Полша е предадена на Станислав Понятовски. Фридрих Кристиян умира скоро след Август – на 7 декември къщата година, и е наследен от малолетния си син, бъдещият саксонски крал Фридрих Август I.

## Фамилия
На 20 август 1719 г. във Виена Август се жени за Мария Йозефа Австрийска (1699 – 1757), дъщеря на император Йозеф I и съпругата му Вилхелмина Амалия фон Брауншвайг-Люнебург. Тя научава полски и участва в управлението, политически е активна, посещава съвещания в народното събрание. Те имат децата:
- Фридрих Август Франц Ксавер (1720 – 1721)
- Йозеф Август Вилхелм Фридрих Франц Ксавер Йохан Непомук (1721 – 1728)
- Фридрих Кристиан (1722 – 1763), курфюрст на Саксония
- мъртвородена дъщеря (*/† 23 юни 1723, Дрезден)
- Мария Амалия (1724 – 1760), ∞ Карл, херцог на Парма и Пиаченца, крал на Испания, Неапол и Сицилия
- Мария Маргарета Франциска Ксаверия (1727 – 1734)
- Мария Анна (1728 – 1797), ∞ Максимилиан III Йозеф, курфюрст на Бавария
- Франц Ксавер (1730 – 1806), граф на Лаузиц, администратор на Саксония
- Мария Йозефа (1731 – 1767), ∞ Луи Фердинанд дьо Бурбон, дофин на Франция
- Карл Кристиан (1733 – 1796), херцог на Курландия и Семгален
- Мария Кристина (1735 – 1782), Щернкройцордендама и княжеска абатеса на Ремиремонт
- Мария Елизебет (1736 – 1818), Щернкройцордендама
- Алберт Казимир (1738 – 1822), херцог на Тешен и генерал-щатхалтер на Австрийска Нидерландия
- Клеменс Венцеслаус (1739 – 1812), архиепископ на Трир, епископ на Аугсбург
- Мария Кунигунда (1740 – 1826), княжеска абатеса на Торн и Есен